# Apotropina brunneicosta
Apotropina brunneicosta är en tvåvingeart som först beskrevs av Malloch 1923.  Apotropina brunneicosta ingår i släktet Apotropina och familjen fritflugor. Inga underarter finns listade i Catalogue of Life.